# Premio Domingo Santos
El Premio Domingo Santos (nombrado así en honor del escritor del mismo nombre), anteriormente conocido como Concurso Domingo Santos, es un concurso de relatos escritos en castellano dentro de los géneros de ciencia ficción, fantasía o terror. 
Es convocado y otorgado por la organización de cada HispaCon con la colaboración o patrocinio de la AEFCFT. 
Premia, desde octubre de 1992, obras inéditas, de una extensión que no suele superar las 15 000 palabras.
Junto con el premio monetario, a menudo se entrega una estatuilla, consistente en un monolito idéntico al entregado para los premios Ignotus. Ambos galardones se entregan durante la cena de clausura de la HispaCon.

## Ediciones

### Concurso Domingo Santos 1992
I edición del premio.
- Primer premio:
  - Sangre, lágrimas y Alicia, de Joaquín Revuelta Candón
- Segundo premio:
  - Destellos y cicatrices, de Joan Carles Planells

### Concurso Domingo Santos 1993
II edición del premio.
- Primer premio:
  - Materia oscura, de César Mallorquí
- Segundo premio:
  - Hija de hipnos, de Abraham García Benito

### Concurso Domingo Santos 1994
III edición del premio.
La tercera edición del concurso tuvo un incidente. El relato ganador, El último viaje del Enguindador, de Luis G. Prado, fue descalificado por encontrase que no era realmente inédito, sino que había sido publicado previamente en la revista Parsifal n.º 4.
- Primer premio:
  - La máscara marciana, de Ricardo Oyón
- Segundo premio:
  - Sueños, de Ángel Torres Quesada
- Tercer premio:
  - Natividad, de Abraham García Benito
- Cuarto premio:
  - Todo fluye, de Rodolfo Martínez

### Concurso Domingo Santos 1995
IV edición del premio.
- Segundo:
  - Lléveme de vuelta, de Félix J. Palma

### Concurso Domingo Santos 1996
V edición del premio.
- Segundo:
  - El destino del empalador, de Ángel Torres Quesada

### Concurso Domingo Santos 1997
VI edición del premio, entregado durante la HispaCon '97.
- Primer premio:
  - Historia sagrada, de David Soriano Giménez
- Segundo premio:
  - Bibliópolis, de Rafael Marín Trechera
- Tercer premio:
  - Compensaciones de guerra, de Joan Carles Planells Reverter
- Mención especial:
  - Se vende tiempo, de Ángel Torres Quesada

### Concurso Domingo Santos 1998
VII edición del premio, entregado durante la HispaCon '98 de Burjassot.
- Primer premio:
  - Palabras de silencio, de Alejandro Vidal Bermúdez
- Segundo premio:
  - Ragnarok en las playas de Ítaca, de Rafael Marín Trechera
- Tercer premio:
  - Los caminantes, de Ignacio Uribe Jongbloed - Aunque esta es la información listada como oficial, el escritor Enrique Uribe-Jongbloed ha pedido que se revise pues alega que la obra es de su autoría, no obstante jamás recibió notificación o reconocimiento por este galardón.
- Mención especial: 
  - Soldiers Dream, de James Stevens-Arce

### Concurso Domingo Santos 1999
VIII edición del premio, entregado durante la HispaCon '99.
- Primer premio:
  - D de destructor, de Ramón Muñoz
- Finalistas:
  - Viajeros, de Ariel Díaz (Argentina)
  - Las cinco direcciones de su brújula, de Alejandro Alonso (Argentina)
  - Más allá de..., de Sergio Parra Castillo
  - El corazón del ensela, de Eugenio Sánchez Arrate

### Premio Domingo Santos 2000
IX edición del premio.
- Primer premio: ex aequo:
  - El hombrecillo de la maceta, de Alejandro Carneiro
  - Los caminos del sueño, de Eduardo Vaquerizo
- Finalistas:
  - Lo destruimos todo
  - El hierro y la piedra
  - Magdala
  - Fuego eterno

### Premio Domingo Santos 2001
X edición del premio.
- Primer premio:
  - Un asunto de mierda, de José Antonio del Valle

### Premio Domingo Santos 2002
XI edición del premio.
- Primer premio:
  - Deshacer el Mundo, de Joaquín Revuelta Candón
- Finalistas:
  - El proyecto, de Juan Francisco Jiménez Troya
  - Rosas en el pulgar, de José Eduardo A. Machicote (Argentina)
  - La nariz, de Santiago Egido Arteaga

### Premio Domingo Santos 2003
XII edición del premio.
XXI HispaCón organizada por la CompluCón en Getafe.
- Primer premio:
  - La niña muerta, de José Antonio Cotrina
- Finalistas:
  - Acerca de las razas nocturnas y el señor Kurten, de Javier Álvarez Mesa.
  - Reciclador, de Víctor Manuel Ánchel Esteban
  - Como perros en la ciudad, de Antonio Cebrián Berruga
  - El hombre de la basura, de Carlos Martínez Córdoba

### Premio Domingo Santos 2004
XIII edición del premio.
- Primer premio:
  - El octavo jinete, de José Miguel Cuesta y José Rubio Sánchez

### Premio Domingo Santos 2005
XIV edición del premio.
Convocado por el Colectivo Nemo de Fantasía y Ciencia ficción, con el patrocinio de la AEFCFT.
- Primer premio:
  - Morfeo verdugo, de José Miguel Sánchez Gómez (Yoss)
- Finalistas:
  - REC, de Ezequiel Dellutri
  - Old Fairies Bar, de Luis Felipe Saavedra Vargas
  - Juguete roto, de Santiago García Soláns.

### Premio Domingo Santos 2006
XV edición del premio.
- Convoca: Organizadción de la DHcon y la AEFCFT
- HispaCon: DHcon
- Extensión: entre 8.500 y 15.000 palabras

- Primer premio:
  - Pasión gitana por sangre española, de Víctor Manuel Ánchel Estebas

### Premio Domingo Santos 2007
XVI edición del premio.
- Convoca: Fundación Tres Culturas y la AEFCFT
- HispaCon: Ishbiliya-con
- Temática: encuentro entre culturas
- Extensión: entre 8.500 y 15.000 palabras

- Primer premio:
  - Sem Ezra, de Felipe Mayoral García

### Premio Domingo Santos 2008
XVII edición del premio.
- Convoca: La organización de la Indalcón 2008 y la AEFCFT
- HispaCon: Indalcón 2008
- Temática: sin temática
- Extensión: entre 5.000 y 15.000 palabras
- Ganador:
  - Aquél negrito, de Francisco Galindo García
- Finalistas:
  - No olvidarás al hermano ausente
  - Un destino para solteros
  - Los siete cuervos
  - Titaquín

### Premio Domingo Santos 2009
XVIII edición del premio.
- Convoca: La organización de la Hispacon 2009 y la AEFCFT
- HispaCon: Huesca 2009
- Temática: sin temática
- Extensión: entre 5.000 y 15.000 palabras
- Ganador:
  - El hombre revenido, de Emilio Bueso
- Finalistas:
  - La era del cambio, de Claudio Alejandro Amodeo
  - Papá versión beta, de Leonardo Montero Flores
  - Crucifixio Reloaded, de Santiago Eximeno

### Premio Domingo Santos 2010
XIX edición del premio.
- Convoca: La organización de la Hispacon 2010 y la AEFCFT
- HispaCon: Burjassot 2010
- Temática: sin temática
- Extensión: entre 4.000 y 9.000 palabras
- Ganador:
  - El Taxidermista de Brandomín, de Javier Molina Palomino
- Finalistas:
  - Aeternitas, de Julia R. Robles
  - Al Final del Camino, de Ricardo Montesinos Valentín
  - Comer, de Óscar Bribián
  - El Baile de San Vito, de Sergio Parra de Segur
  - El Pueblo Fantasma, de Carmen del Pino
  - Fairlane, de Sergio Gustavo Bonomo
  - Honrarás a tus Cromosomas XY, de Juanfran Jiménez
  - Premiere, de Rubén Sánchez Trigos
  - Sofisticación, de Ana Martínez Castillo

### Premio Domingo Santos 2011
XX edición del premio.
- Convoca: La organización de la Hispacon 2011 y la AEFCFT
- HispaCon: Mislata 2011
- Temática: sin temática
- Extensión: hasta 3.000 palabras
- Ganador:
  - Astronauta en la playa, de Ramón San Miguel Coca
- Finalistas:
  - El otro que soy, de Carmen del Pino
  - El peso de la culpa, de Natalia Viana Nebot de Betxí
  - El trato, de Igor del Río Robles
  - Escondite inglés, de Daniel Garrido Castro
  - La visita, de David Jasso García
  - Los amantes ajenos, de Horacio Marín
  - Muerte por compasión, de Laura López Alfranca
  - Trece latidos en la noche, de Luisa Fernández
  - Un sueño sencillo, de Santiago Sánchez Pérez

### Premio Domingo Santos 2012
XXI edición del premio.
- Convoca: La organización de la Hispacon 2012 y la AEFCFT
- HispaCon: Urnieta 2012
- Temática: sin temática
- Extensión: entre 40.000 y 50.000 palabras
- Ganador:
  - Orpheus, de M. Braceli (Manuel F. Bueno)
- Finalistas:
  - Diario de un futuro quebrado en Shanghai, de Juan Torregrosa Pisonero
  - Jaque Mate, de Óscar Bribián Luna
  - La inconquistable, de José Antonio Bonilla Hontoria
  - La mirada del abismo, de Francisco Martín Martín
  - Sangre de Caín, de Serafín Gimeno Solà

### Premio Domingo Santos 2013
XXII edición del premio.
- Convoca: La organización de la Hispacon 2013 y la AEFCFT
- HispaCon: Quartumcón 2013
- Temática: sin temática
- Extensión: máximo de 3.000 palabras
- Ganadores (ex aequo):
  - Remolinos de viento coloreado, de José David Espasandín
  - Artículo 45.1, de Aitor Solar Azcona
- Finalistas:
  - Los bastidores de Yisà
  - La trampa
  - Todos aman a Gupta
  - Suministros
  - El efecto Villalobos
  - Reflejo en un espejo roto
  - El Mundo Soñado

### Premio Domingo Santos 2014
- Convoca: La organización de la Hispacon 2014 y la AEFCFT.
- HispaCon: 2014 - Montcada i Reixac (Barcelona).

XXIII edición del premio.
- Ganador:
  - La oscura majestad de la Dama Cuervo, de Juan Ángel Laguna Edroso.
- Finalistas:
  - Cinco años de felicidad 
  - Oranii
  - Médicos
  - Pobres ovejitas

### Premio Domingo Santos 2015
- Convoca: La organización de la Hispacon 2015 y la AEFCFT.
- HispaCon: 2015 - Granada
- Extensión: Hasta 5.000 palabras

XXIV edición del premio.
- Ganador:
  - El otro niño de Eduardo Delgado Zahino
- Finalistas:
  - A la sombra de Índigo
  - Waterball
  - Envíense de Rubene Guirauta
  - El Síndrome de Esperanza
  - El genio que pintó el retrato oval
  - El edificio del mañana

### Certamen Domingo Santos 2016
- Convoca: La organización de la de la XXXIV Hispacon y Eurocon 2016 (Bcon).
- HispaCon: 2016 - Barcelona
- Extensión: Hasta 7.500 palabras

XXV edición del premio.
- Ganador:
  - La fiebre de David Luna Lorenzo[1]

- Finalistas:[2]
  - El guardián de las palabras
  - Los regalos
  - Pros y contras de inventar la máquina del tiempo
  - One Hit
  - Sllaw

### Certamen Domingo Santos 2017
- Convoca: La organización de la XXXV Hispacon y la AEFCFT.
- HispaCon: 2017 - Navacerrada
- Extensión: Hasta 7.000 palabras

XXVI edición del premio.
- Ganador:
  - Ruedas dentadas de un reloj imaginario de Sergio Mars.
- Finalistas:
  - Amantes entre fotogramas
  - Aquello que cambie el mundo tal y como lo conocemos
  - El grito de la tierra
  - El niño cuervo
  - El valle oscuro
  - La pócima
  - Liberatus
  - Nana
  - Siete minutos de Eso

### Certamen Domingo Santos 2018
- Convoca: La organización de la XXXVI Hispacon y la AEFCFT
- HispaCon: 2018 - Salamanca
- Extensión: Hasta 7.000 palabras

XXVII edición del premio.
- Ganador:
  - La nota desafinada de José Manuel Fernández Aguilera.
- Finalistas:
  - La vieja mansión
  - Que inventen ellos
  - Somos empresa
  - Vacío

### Certamen Domingo Santos 2019
- Convoca: La organización de la XXXVII Hispacon y la AEFCFT
- HispaCon: 2019 - Valencia
- Extensión: Hasta 7.000 palabras

XXVIII edición del premio.
- Ganador:
  - Carne de yonqui de Alfredo Álamo
- Mención especial:
  - Dioses al dente de Francisco José Plana Estruch
- Finalistas:
  - El curador de Teresa P. Mira
  - En cuerpo y alma de Fernando Ugeda
  - KiBOT de Óscar Navas
  - La corte de la reina Nemertes de Ricardo Montesinos
  - Un último deseo de Gema del Prado y Miguel Martín

### Certamen Domingo Santos 2020
- Convoca: La organización de la XXXVIII Hispacon y la AEFCFT (Pórtico)
- HispaCon: 2020
- Extensión: Hasta 7.000 palabras

XXIX edición del premio.
- Ganador:
  - El último psiquiatra de Marte de Juan Francisco Jiménez Troya
- Finalistas:
  - A través de los vientos, hacia las galernas de Darío D. Anzalone
  - Madre Muerte de Elena Durán Ferrero
  - Las turbinas de Carlo-Ermanno Gallucci Vallcorba
  - Tierra roja, verde aceituna de Manuel Ortiz Botella